# Collana del 1632

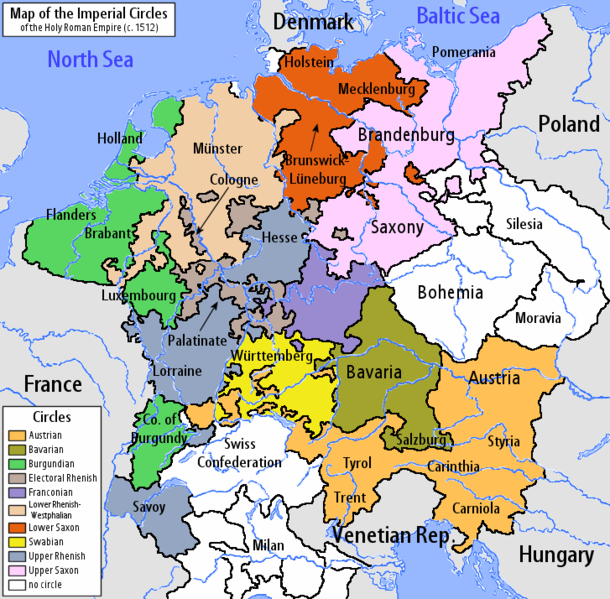
Mappa della suddivisione del Sacro Romano Impero (Germania) (c. 1512)

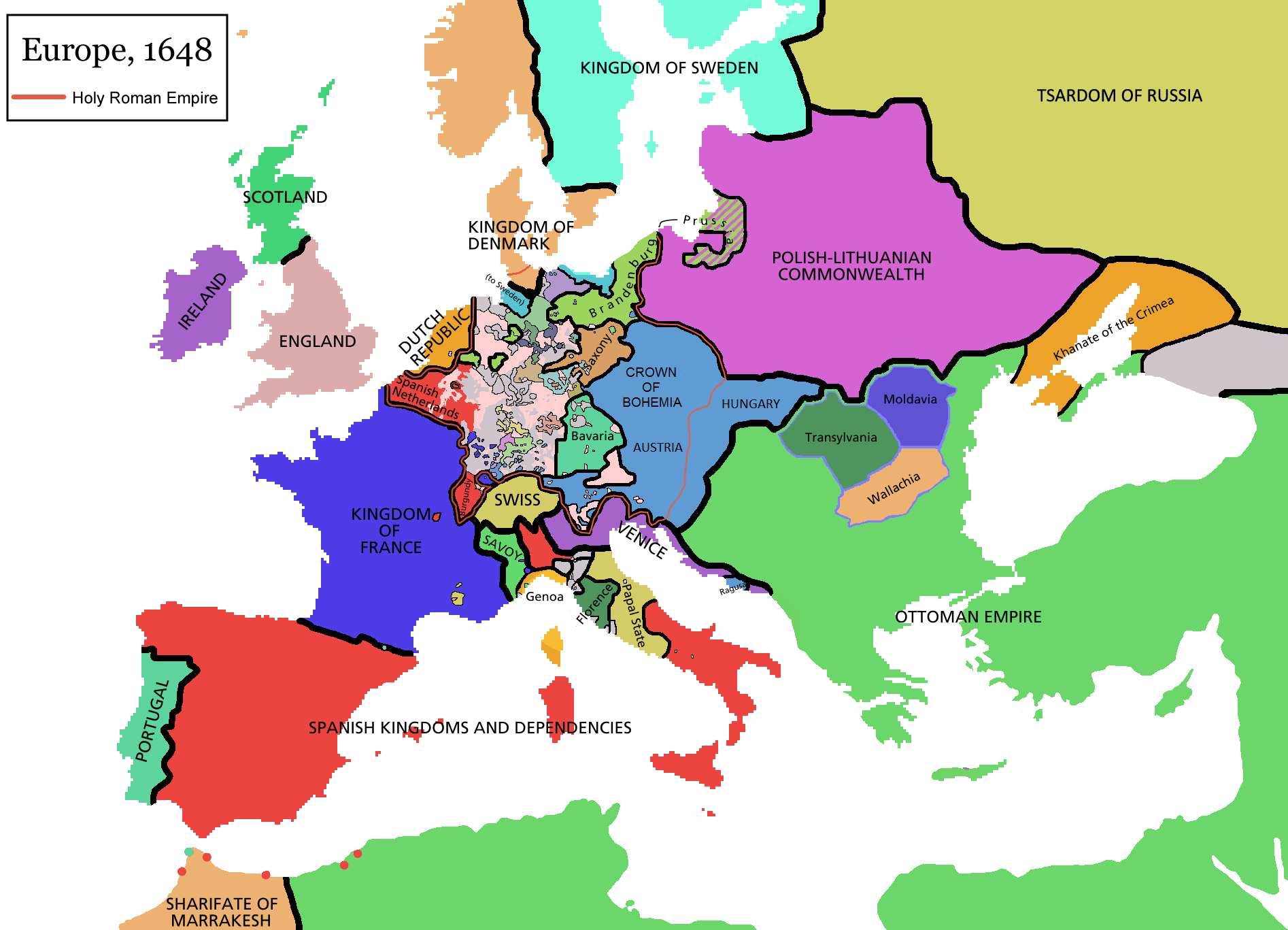
L'Europa dell'epoca

Mappa della Germania odierna con la posizione della Turingia evidenziata in verde scuro (Comparare con la mappa del Sacro Romano Impero di cui sopra).

La Collana del 1632, conosciuta anche come serie de l'Anello di Fuoco (Ring of Fire) o 1632-verse, è una serie di libri di storia alternativa e relativi spin-off ideata, coordinata e scritta principalmente da Eric Flint con la collaborazione di diversi altri autori e dei fan della serie, e pubblicata dalla casa editrice Baen Books, specializzata in romanzi e racconti fantasy e di fantascienza.
La serie, ambientata nell'Europa del XVII secolo, si basa sul trasferimento, per cause sconosciute, della piccola città americana di Grantville, Virginia Occidentale fine XX secolo, in Germania nel bel mezzo della guerra dei trent'anni, un sanguinoso conflitto motivato da cause religiose.
La collana del 1632 inizia con il romanzo di Flint 1632 (pubblicato nel febbraio del 2000). La serie, con l'eccezione del romanzo iniziale e dello spin-off online The Anaconda Project (2007), è interamente scritta in collaborazione con altri autori, incluse alcune opere maggiori con diversi coautori. Flint sul suo sito web ha comunque menzionato di avere contratti col proprio editore per almeno altre due opere, attualmente in lavorazione, che scriverà da solo.

## Caratteristiche della serie
Come affermato nella prima Grantville Gazette e sul suo sito, 1632 è stato un esperimento in cui viene esplorato l'effetto del trasporto attraverso il tempo di un largo numero di persone.
1632 è ambientato nel mezzo della guerra dei trent'anni (1618—1648). La storia permette il confronto/scontro tra il pensiero politico Americano, pragmatico e di orientamento sindacalista, e le società di una Germania divisa e sottomessa all'autoritarismo di stampo religioso, a malapena uscita dal Medioevo. Flint mostra esempi delle sofferenze inflitte alla gente comune dall'avidità e arroganza dei potenti che si ammantano della nobile causa della giustizia e della fede, nello scontro tra i sostenitori della Riforma protestante e della Controriforma cattolica.
La serie continua con due collaborazioni scritte più o meno contemporaneamente: il romanzo 1633 (con la collaborazione di David Weber) e la raccolta di racconti brevi Ring of Fire (con le opere di altri affermati autori di fantascienza, inclusi delle storie di approfondimentosia di Weber che di Flint).

## Linee narrative di 1632-verse
Dopo i primi tre libri la serie si ramifica in una serie di linee narrative che si concentrano su determinate "sfere di influenza" geografiche, e sulle azioni di alcuni dei molti personaggi della serie in specifici ambiti territoriali.
Si parla quindi di:

### Ramificazione Principale o dell'Europa Centrale (Nord e Ovest)
Il "ramo dell'Europa Centrale", rappresenta la parte principale della serie. Riguarda gli avvenimenti che interessano i Paesi Bassi, il Regno di Scozia, il Regno di Inghilterra, il Regno di Francia, buona parte della Germania.
- Romanzo: 1632 (febbraio 2000)
- Romanzo: 1633 (agosto 2002) con David Weber
- Raccolta antologica: Ring of Fire (gennaio 2004)
  - comprende "The Wallenstein Gambit" con Mike Spehar, che costituisce l'inizio del Ramo "Est Europa", "In the Navy" di David Weber e altre storie che, nella cronologia della serie, precedono le vicende narrate in 1633.
- Romanzo: 1634: The Ram Rebellion (aprile 2006) con Virginia DeMarce
- Romanzo: 1634: The Baltic War (maggio 2007) con David Weber, Seguito diretto di 1633.
- Romanzo: 1634: The Bavarian Crisis (ottobre 2007) con Virginia DeMarce
- Raccolta antologica: Ring of Fire II (gennaio 2008)
- Romanzo: 1635: The Dreeson Incident (dicembre 2008) con Virginia DeMarce
- Romanzo: 1635: The Tangled Web (dicembre 2009) di Virginia DeMarce
- Romanzo: 1635: The Eastern Front (ottobre 2010)
- Romanzo: 1636: The Saxon Uprising (aprile 2011)

### Ramificazione dell'Europa Meridionale (Sud)
Il "ramo dell Europa Meridionale" ha a che fare principalmente con personaggi e situazioni introdotte in alcune delle storie dell'antologia Ring of Fire, la famiglia Stone, Padre Larry Mazzare e Sharon Nichols.
- Romanzo: 1634: The Galileo Affair (aprile 2004) con Andrew Dennis.
- Romanzo: 1635: The Cannon Law (settembre 2006) seguito diretto di 1634: The Galileo Affair.
- Romanzo: 1635: The Papal Stakes (Ottobre 2012), con Charles E. Gannon, seguito di The Cannon Law

### Ramificazione dell'Europa Orientale (Est)
Questo "ramo" ha inizio con i racconti "Here Comes Santa Claus" e "The Wallenstein Gambit" nell'antologia Ring of Fire.
Al momento comprende storie relative ai tentativi di Albrecht Wallenstein di crearsi un proprio impero in Europa Orientale, accoppiate ai tentativi da parte di alcuni up-timers, ebrei e non, di impedire le tragiche conseguenze della Rivolta di Khmelnytsky, e gli sforzi dell'élite russa di cavalcare le forze del progresso tecnologico portate nel XVII secolo dall'Anello di Fuoco evitando i cambiamenti sociali che comportano (nella fattispecie evitando qualsiasi cosa possa portare ad un equivalente della Rivoluzione d'Ottobre e delle rispettive conseguenze per la famiglia reale e la nobiltà).
- Racconto breve: "The Wallenstein Gambit", preceduto dai racconti "Here Comes Santa Claus" e "A Lineman For the Country" pubblicati nello stesso volume.
- Serie di racconti: The Anaconda Project, in corso di pubblicazione su vari numeri delle Grantville Gazette.
- Serie di racconti: Butterflies in the Kremlin di Paula Goodlett e Gorg Huff, in corso di pubblicazione su vari numeri delle Grantville Gazette.

### Ramificazione navale
David Weber ed Eric Flint nel 2002 (scrivendo 1633 Ring of Fire) erano originariamente sotto contratto con Baen's Books per scrivere in collaborazione 5 romanzi del Ciclo Principale; i primi due, e forse anche altri ancora non annunciati, facenti parte della cosiddetta Ramificazione Navale. Mentre erano nel mezzo della tormentata stesura del lungamente rimandato seguito diretto a 1633, 1634: The Baltic War, ritardi dovuti soprattutto alla difficoltà di sincronizzare i rispettivi impegni lavorativi abbastanza bene da fornire i 3-6 mesi necessari a comporre il nuovo romanzo, i due autori decisero di modificare i propri progetti originali, e dare via ad una nuova ramificazione basata sugli Stati Uniti d'Europa come potenza navale.

### Ramificazione Americana
Nel corso della storia diversi up-timers esprimono chiaramente il proprio disagio, quando non proprio l'odio, nei confronti del traffico di schiavi dall'Africa e per le conseguenze dell'incontro tra Nativi Americani e i colonizzatori Europei.
Storie nella 1632 Slushpile relative all'ottenimento di materiali di importanza strategica e alcune che sono già state pubblicate relative alla Essen Steel Corporation e alla Essen Chemical fanno prevedere attività (come l'estrazione mineraria del cromo per esempio) in Nord America, mentre altre, tra cui quelle della serie Stretching Out, riguardano l'ottenimento di gomma naturale in Sud America.
Inoltre tre libri per cui Weber e Flint sono sotto contratto coinvolgeranno spedizioni navali verso le Americhe inviate da re Gustavo Adolfo e dal Primo Ministro degli Stati Uniti d'Europa.

## Opere nella serie
| Titolo | Data di pubblicazione | Autore                     | Coautore         | Note |  |
| --- | --------------------- | -------------------------- | ---------------- | --- |  |
| 1632 | 2000                  | Eric Flint                 | N/A              | Questa è la prima opera dell'universo fittizio del Assiti Shards e del mondo di 1632                                                           |  |
| Grantville, West Virginia, sul finire del ventesimo secolo, è trasposta in un'area della Turingia del sud nella Germania del 1631. Gli abitanti di Grantville, al fine di salvaguardare l'integrità della propria comunità, fronteggiano quindi le truppe del Sacro Romano Impero durante la Guerra dei trent'anni. |                       |                            |                  | |  |
| 1633 | 2002                  | Eric Flint                 | David Weber      | Seguito diretto a 1632 |  |
| Grantville si schiera con Re Gustavo II Adolfo, e cerca di ricreare la Germania ad immagine degli Stati Uniti del XX secolo. In reazione alla cresciuta influenza degli svedesi grazie a questa alleanza, diversi paesi belligeranti si uniscono nella Lega di Ostenda, fortemente voluta dal cardinale Richelieu. Questi sviluppi intrappolano delle missioni diplomatiche di Grantville in paesi divenuti ora nemici. |                       |                            |                  | |  |
| 1634: The Galileo Affair | 2004                  | Andrew Dennis              | Eric Flint       | |  |
| Una missione diplomatica e commerciale in Italia va a catafascio quando dei giovani al seguito della missione decidono di salvare Galileo dall'Inquisizione, e vengono coinvolti in un complotto per assassinare Papa Urbano VIII. Il complotto è elaborato da un agente francese doppiogiochista, il cui fine è di distruggere il Regno di Francia per permettere l'ascesa degli Ugonotti. |                       |                            |                  | |  |
| 1635: The Cannon Law | 2006                  | Andrew Dennis              | Eric Flint       | Seguito diretto a The Galileo Affair |  |
| Il Cardinal Borja furioso per il comportamento di Papa Urbano, decide di assassinare il Papa ed i suoi sostenitori, e di farsi dichiarare Papa. Sebbene Borja riesca ad occupare il Vaticano ed a raggiungere un quorum di cardinali sottomessi, il vecchio Papa riesce a sfuggirgli, portando Borja ad essere dichiarato anti-Papa, con solo la Spagna ed i suoi satelliti a riconoscere la sua autorità come nuovo Papa. |                       |                            |                  | |  |
| 1634: The Baltic War | 2007                  | David Weber                | Eric Flint       | Seguito diretto a 1633 |  |
| Le manovre della Lega di Ostenda per contenere Gustavo Adolfo portano ad un conflitto navale e alla conseguente conquista della Danimarca da parte della Svezia con un notevole contributo da parte della flotta di cannoniere corazzate che costituiscono la Marina di Grantville. |                       |                            |                  | |  |
| 1634: The Bavarian Crisis | 2007                  | Eric Flint                 | Virginia DeMarce | Seguito diretto a The Baltic War |  |
| Il Principe Cardinal-Infante di Spagna, acquisito l'incarico di vice-re dei Paesi Bassi spagnoli, decide di secedere dalla Spagna e dichiara se stesso Re. Questa defezione è provocata da informazioni da Grantville relative al futuro della casa degli Asburgo a cui il Cardinal-Infante appartiene, come visto in 1634: The Baltic War. Come suo primo obiettivo vi è ora il porre le fondamenta di una dinastia reale, per conseguire il quale il nuovo Re Ferdinando punta sulla figlia ribelle dell'Imperatore del Sacro Romano Impero, l'Arciduchessa d'Austria Maria Anna. |                       |                            |                  | |  |
| 1635: The Dreeson Incident | 2008                  | Virginia DeMarce           | Eric Flint       | Seguito di The Cannon Law |  |
| I ribelli Ugonotti francesi pianificano la distruzione di Grantville, mediante l'assassino di alcune delle personalità di spicco della comunità americana, come parte di un complotto teso a mettere in difficoltà il governo francese. Per occultare i reali motivi degli omicidi i cospiratori organizzano dei tumulti contro le vaccinazioni e contro gli ebrei. |                       |                            |                  | |  |
| 1635: The Eastern Front | 2010                  | Eric Flint                 |                  | Seguito a The Baltic War |  |
| Dopo avere perso le elezioni Mike Stearns viene nominato generale delle Forze Armate dall'Imperatore Gustavo Adolfo. I tentativi dei successori di Stearn di capovolgere le riforme democratiche da questi iniziate provocano la ribellione aperta, mentre Stearns è impegnato in campagne militari in Brandeburgo e Sassonia. |                       |                            |                  | |  |
| 1636: The Saxon Uprising | 2011                  | Eric Flint                 |                  | Seguito diretto a The Eastern Front |  |
| |                       |                            |                  | |  |
| 1636: The Kremlin Games | 2012                  | Gorg Huff & Paula Goodlett | Eric Flint       | Trasposizione in romanzo dei racconti della serie "Butterflies in the Kremlin"                                                                 |  |
| Bernie Zeppi viene assunto come consigliere tecnico dal governo dello Zar per aiutare la Russia nel suo sforzo di sviluppare una società industriale. |                       |                            |                  | |  |
| 1636: Symphony for the Devil | TBA                   | David Carrico              | Eric Flint       | Seguito alla storia breve "Sweet Strings" di David Carrico                                                                                     |  |
| |                       |                            |                  | |  |
| 1636: The Anaconda Project | N/A                   | Eric Flint                 | N/A              | Pubblicazione seriale; questo è un seguito diretto al racconto The Wallenstein Gambit di Eric Flint, pubblicato nell'antologia Ring of Fire I. |  |
| Questo romanzo a puntate racconta il piano di Wallenstein, Re di Boemia, per acquisire un impero in Europa Orientale conquistando la Rutenia con l'aiuto degli ebrei Aschenaziti e dei Cosacchi. |                       |                            |                  | |  |
| 1635: A Parcel of Rogues |                       | Andrew Dennis              | Eric Flint       | Seguito di The Baltic War, si concentra sui personaggi rimasti in Britannia                                                                    |  |
| |                       |                            |                  | |  |
| 1635: The Papal Stakes | 2012                  | Chuck Gannon               | Eric Flint       | Seguito diretto a The Cannon Law |  |
| |                       |                            |                  | |  |
| 1636: Drums Along the Mohawk |                       | Walter Hunt                | Eric Flint       | Titolo temporaneo per un romanzo ambientato nei territori del Nord America sotto controllo francese                                            |  |
| |                       |                            |                  | |  |
| 163x: Stoned Souls |                       | Mercedes Lackey            | Eric Flint       | |  |
| |                       |                            |                  | |  |
| 163x: The Viennese Waltz |                       | Gorg Huff & Paula Goodlett | Eric Flint       | Seguito alle storie del 'Barbie Consortium' |  |
| |                       |                            |                  | |  |

| Titolo | Data di pubblicazione | Editore                       | Note                        |  |
| --- | --------------------- | ----------------------------- | --------------------------- |  |
| Ring of Fire I | 2004                  | Eric Flint                    | Seguito a 1632 e 1633       |  |
| |                       |                               |                             |  |
| 1634: The Ram Rebellion | 2006                  | Virginia DeMarce & Eric Flint |                             |  |
| Diverse storie brevi si intrecciano tra loro a formare una narrativa relativa al rovesciamento, nella Franconia assegnata ai N.U.S. da Gustavo Adolfo al termine di 1632, della classe al potere da parte della gente comune in una spinta democratica alimentata dalle storie umoristiche raffiguranti un ariete pubblicate in un quotidiano politico e dalle idee di Thomas Paine come espresse in Common Sense. |                       |                               |                             |  |
| Ring of Fire II | 2008                  | Eric Flint                    |                             |  |
| |                       |                               |                             |  |
| 1635: The Tangled Web | 2009                  | Virginia DeMarce              | Seguito a The Ram Rebellion |  |
| Diverse storie brevi si intrecciano a formare una narrativa che copre gli sviluppi della Ram Rebellion in Franconia. |                       |                               |                             |  |
| Ring of Fire III | 2011                  | Eric Flint                    |                             |  |
| |                       |                               |                             |  |
| 1636: The Wars on the Rhine | TBA                   | Eric Flint et al.             |                             |  |
| |                       |                               |                             |  |

| Titolo                                                 | Data di pubblicazione | Editore/Autore       | Note |
| ------------------------------------------------------ | --------------------- | -------------------- | ---- |
| Eric Flint's 1632 Resource Guide and Role Playing Game | 2004                  | Jonathan M. Thompson |      |

## Racconti brevi
Quando il romanzo 1632 fu scritto nel 1999 venne concepito come un esperimento nel genere di fantascienza di storia alternativa, senza intenzione da parte di Flint di scrivere un seguito in tempi brevi. Flint —avendo diversi altri progetti in corso che lo avrebbero impegnato per diverso tempo- a seguito della forte richiesta per un seguito, per sviluppare in tempi rapidi il potenziale della storia, decise quindi di invitare altri scrittori di successo dalla scuderia della casa editrice Baen per "condividere" l'universo da lui creato col primo romanzo della serie, assumendo quindi un ruolo da curatore della serie.
Questi progressi vennero affiancati da un forte feedback da parte dei lettori in ciò che è diventato il 1632 Tech sub-forum nel Baen's Bar, un forum della casa editrice Baen.
Gli argomenti trattati su questo forum vanno da opere di fanfiction a discussioni su particolari tecnici o storici relativi alla serie.
Grazie all'input così fornito dai fan, e alla collaborazione con lo scrittore David Weber per il primo seguito in forma di romanzo, 1633, venne assemblata e pubblicata Ring of Fire, la prima antologia di racconti brevi della serie.
Il romanzo e l'antologia si sono influenzati a vicenda, il tutto filtrato ed influenzato dalle discussioni tenute sul sito della Baen. Questo processo continua tuttora, principalmente sotto forma delle Grantville Gazette. Inizialmente una rivista online sperimentale di fanfiction distillata dal contenuto del Baen's Bar relativo a 1632, il primo volume fu di tale successo da essere pubblicato come tascabile. Da allora altri volumi delle Gazette sono stati pubblicati in formato cartaceo.
Flint, come curatore per tutti i racconti brevi, mantiene inoltre il canone (coordinato tramite il sito 1632.org) e turri i diritti per la storia alternativa della serie, col che Baen non pubblica nulla della serie che non sia canonico.
Infatti i racconti breve della serie spesso vanno a costituire approfondimenti della storia e delle situazioni della serie.
Alcuni racconti illustrano le diverse reazioni della gente del 1600 alla cultura e tecnologia del XX secolo, le implicazioni economiche, filosofiche o religiose connesse all'Anello di Fuoco e alle sue conseguenze, l'adattamento di conoscenze moderne al contesto quasi medievale della società della Guerra dei Trent'Anni, con tutte le limitazioni dovute al fatto che nel contesto della storia la società moderna è rappresentata da poco più di 3 000 persone di una piccola cittadina rurale, priva quindi di alcune infrastrutture, risorse e manodopera specializzata, nel mezzo di una guerra che comporta dei tagli a determinati programmi giudicati non essenziali. Questi racconti approfondiscono il contesto della vicenda fornendole maggior respiro e verosimiglianza.
Altri racconti introducono personaggi o situazioni che possono poi trovare un ruolo importante nel canone principale della serie, ad esempio le vicende narrate in Here Comes Santa Claus e The Wallenstein Gambit che vanno a costituire i primi passi di The Anaconda Project e di buona parte del Ramo dell'Europa Orientale della serie, oppure l'introduzione della famiglia Stone in To Dye For, che giocherà un ruolo importante nel ramo dell'Europa Meridionale.
Poiché i romanzi del canone principale sono ricchi di riferimenti alle storie brevi, il ruolo di Flint come curatore nel mantenere la consistenza e congruenza del canone è fondamentale.

## 1632-verse glossario dei termini
- Badenburg— Una piccola città fittizia cinta da mura posta a circa 10 km dalla posizione in cui si viene a trovare Grantville dopo l'Anello di Fuoco. I suoi abitanti sono stati testimoni dell'Anello di Fuoco, e figurano prominentemente in molte delle storie brevi che vanno a comporre il tessuto sociale dell'opera. Secondo Stato dei Nuovi Stati Uniti (NUS).
- CPoE o CPE, (ottobre 1632 — 10 ottobre 1633 NTL)— Confederazione dei Principati d'Europa. formata verso la fine del romanzo 1632, a seguito della Battaglia di Grantville, Con Gustavo II Adolfo come "Capitano Generale" dei 'Nuovi Stati Uniti', ma non suo monarca.
- Down-timer— Qualsiasi europeo nato nel Diciassettesimo Secolo.
- Imperatore degli Stati Uniti d'Europa — Vedi Stati Uniti d'Europa.
- Gazettes / Grantville Gazettes—una webzine sperimentale lanciata da Baen Books.
- Grantville— una città fittizia della Virginia Occidentale (strettamente basata sulla città di Mannington, Virginia Occidentale) con una popolazione di circa 3 500 abitanti.
- OTL— Original Time Line, Linea Temporale Originale, o la storia del mondo 'senza' l'Anello di Fuoco.
- NTL— New Time Line, Nuova Linea Temporale, o la storia del mondo successiva al maggio 1931 e influenzata dall'Anello di Fuoco. NTL e OTL sono abbreviazioni di uso comune accettate nei circoli di fantascienza. il termine NTL è stato coniato per poter comparare la modificazione degli eventi dovuta all'attività degli up-timers in un'ottica dei Mondi Paralleli.
- NUS o "Nuovi US", (dal tardo autunno 1631 — autunno 1632 NTL)— i Nuovi Stati Uniti posti nella Turingia Sud-occidentale — un insieme variegato di territori, paesi e libere città guidate dal suo primo Stato, gli up-timers (Americani) di Grantville, che Mike Stearns ha assemblato nell'inverno del 1631–32 per opporsi agli effetti dei conflitti che infuriavano attraverso l'Europa Centrale.
- Anello di Fuoco (Ring of Fire)— nome dato all'evento che ha trasportato la cittadina di Grantville attraverso il tempo, una bolla spaziotemporale dal diametro di circa 10 km causato dal frammento di un'opera degli extraterrestri Assiti (da cui il nome della serie Assiti Shard).
- Il Principe di tutti i Germani, o 'Il Principe della Germania', o anche solo 'Il Principe' (forse la versione più comune)—il titolo non ufficiale spontaneamente assegnato a Mike Stearns dalla popolazione delle zone della Germania ad aver beneficiato della sua crescente influenza come de facto leader dei governi NUS, CPoE, e USE.
- Up-timer— Qualsiasi Americano del XX secolo da Grantville, trasportato indietro nel tempo dall'Anello di Fuoco.
- Stati Uniti d'Europa, (10 ottobre 1633 — presente NTL); organizzazione politica che succede alla Confederazione dei Principati d'Europa, una monarchia costituzionale formata sotto l'egida degli Stati Uniti d'Europa alla fine del romanzo 1633 a seguito delle dimostrazioni nazionaliste ostili al potere dei vari principi tedeschi scatenate dalla vittoria nella Battaglia di Wismar conseguita grazie anche al sacrificio di Hans Ritcher, un down-timer di umili origini considerato un eroe. A capo degli Stati Uniti di Europa, col titolo di Imperatore degli Stati Uniti d'Europa, è Gustavo II Adofo Vasa, e come suo Primo Ministro Mike Stearns.

## 1632 Tech Manual, Slush e Slush Comments
1632 Tech Manual, 1632 Slush, e 1632 Slush Comments sono sub-forums specializzati di uno specifico sottogruppo della comunità online nota come Baen's Bar, un sito web dedicato ai prodotti dell'editore relativo, ed un forum per permettere interazione tra la comunità dei fan di un'opera e il relativo autore. Il primo sub-forum, 1632 Tech Manual (dall'inizio del 2000 chiamato generalmente "1632 Tech") è dedicato allo sviluppo dello sfondo per la narrativa sviluppata collettivamente della serie dell'universo condiviso dei Frammenti Assiti — l'universo del 1632 o "1632-verse" — 
che è partito con il romanzo 1632 di Eric Flint, mentre gli altri due sono relativi a tutta la massa di fan-fiction prodotta dal pubblico e da diversi autori dietro esortazione di Flint stesso, e che è diventata un carattere distintivo della serie, se accolta nel canone.
Questo processo è tuttora in corso presso il sito grantvillegazette.com e in parte spiega come lo sforzo letterario di centinaia di autori e persone comuni esperti ed entusiasti che collaborano per sviluppare una catena di eventi logica e plausibile a partire dalla discontinuità storica che avvia la storia della serie in 1632- una cittadina di 3 500 abitanti provenienti da comunità rurale operaia, simile a quella che la madre di Eric Flint stesso avrebbe riconosciuto come propria - abbia posto in essere un affresco di storia alternativa così vitale e variegato.